# Fledermausquartier Brauerei Templin
Fledermausquartier Brauerei Templin este o arie protejată (arie specială de conservare — SAC, sit de importanță comunitară — SCI) din Germania întinsă pe o suprafață de 0,12 ha, integral pe uscat.

## Localizare
Centrul sitului Fledermausquartier Brauerei Templin este situat la coordonatele 53°06′56″N 13°29′35″E / 53.1156°N 13.4931°E.

## Înființare
Situl Fledermausquartier Brauerei Templin a fost declarat sit de importanță comunitară în august 2004.

## Biodiversitate
Situată în ecoregiunea continentală, aria protejată nu include niciun habitat protejat.
La baza desemnării sitului se află o specie protejată de  mamifere: liliac comun (Myotis myotis).